# Leucophora johnsoni
Leucophora johnsoni är en tvåvingeart som först beskrevs av Stein 1898.  Leucophora johnsoni ingår i släktet Leucophora och familjen blomsterflugor. Inga underarter finns listade i Catalogue of Life.